# Iconoclasia bizantina

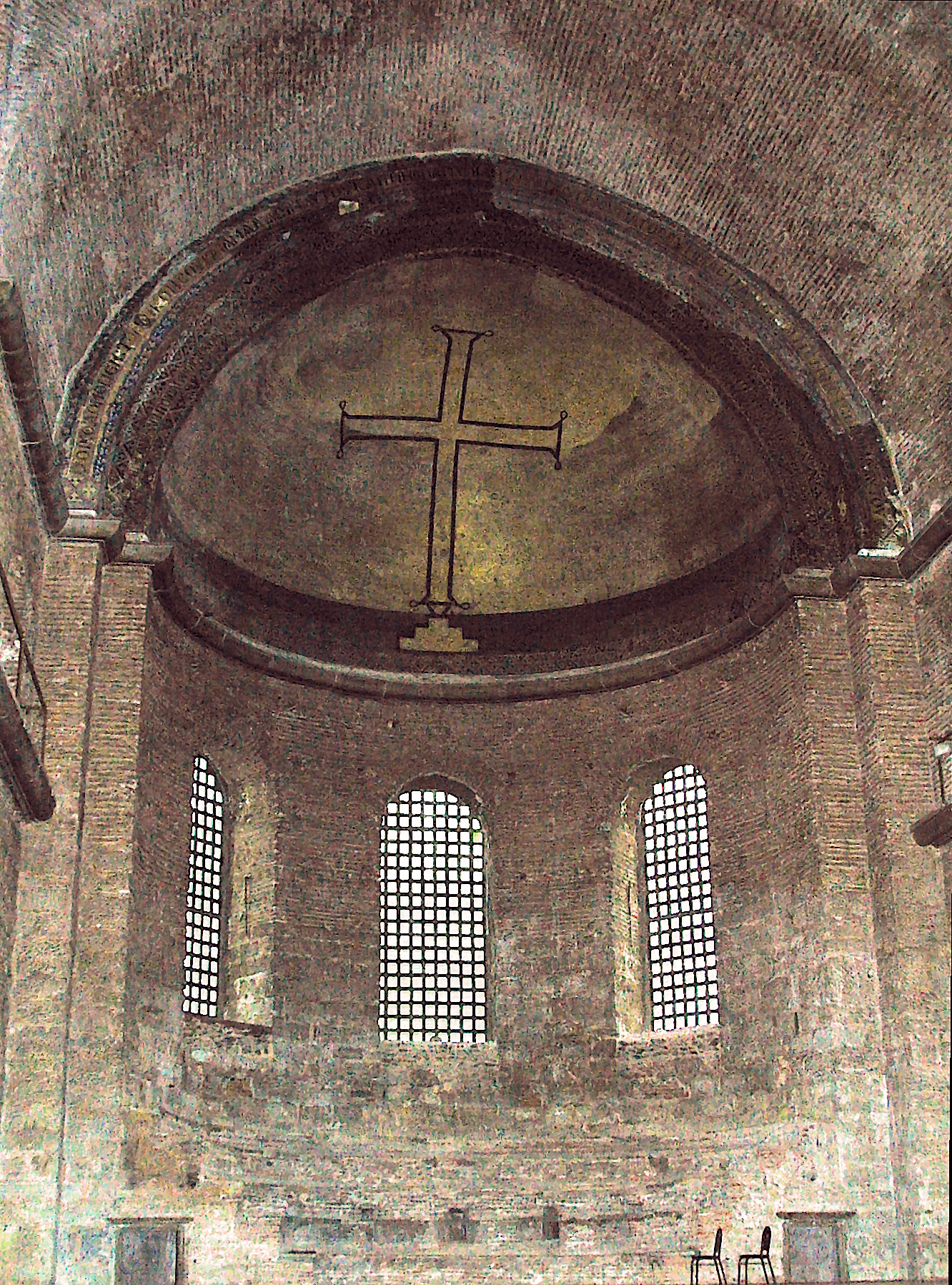
Una simple cruz: ejemplo de arte iconoclasta en la iglesia de Santa Irene de Constantinopla.

Iconoclasia o iconoclastia, expresión que en griego significa «ruptura de imágenes», es la deliberada destrucción dentro de una cultura de los iconos religiosos de la propia cultura y otros símbolos o monumentos, por motivos religiosos o políticos causada por lo que estos monumentos u obras representan. La Real Academia la define como la «doctrina de los iconoclastas» y a su vez señala que «iconoclasta» proviene de εικονοκλάστης, rompedor de imágenes, y se define como tal en particular al «movimiento del siglo VIII que negaba el culto debido a las sagradas imágenes, las destruía y perseguía a quienes las veneraban». La iconoclasia es un componente frecuente de los principales cambios políticos o religiosos que ocurren en el interior de una sociedad. El término por lo general no abarca la destrucción específica de imágenes de un gobernante después de su muerte o derrocamiento (damnatio memoriae), por ejemplo, Akenatón en el Antiguo Egipto. 
El término opuesto a «iconoclasta» es «iconódulo», que proviene de las palabras «icono» (imagen) y «dulía» (veneración). La herejía opuesta a ambas doctrinas, la iconoclasia y la iconodulía, es la idolatría, en la que las imágenes o figuras se adoran en sí mismas, en lugar de limitarse a reverenciarlas como representación de lo que se adora. En el contexto del Imperio bizantino el término que se usa es, principalmente, iconódulos, aunque también puede verse escrito «iconófilos». 
La iconoclasia puede llevarse a cabo por personas de diferente religión, pero a menudo es el resultado de disputas sectarias entre facciones de la misma religión. Los dos estallidos más serios de iconoclasia que se produjeron en el Imperio bizantino durante los siglos VIII y IX son inusuales en el sentido de que la disputa se centraba en el uso de las imágenes, más que ser un producto secundario de preocupaciones más profundas.
Como con otros temas doctrinales en el periodo bizantino, la controversia no quedó en modo alguno restringida al ámbito eclesiástico, o a argumentos teológicos. La confrontación cultural continua con el Islam, y la amenaza militar que este representaba, probablemente tuvo que ver en las actitudes de uno y otro bando. Parece que la iconoclasia la apoyaban, sobre todo personas procedentes de la parte oriental del imperio y refugiados de las provincias tomadas por los musulmanes. Se han indicado como factores importantes, tanto al comienzo como al final del apoyo imperial a la iconoclasia, su fuerza en el ejército al principio de este período, y la creciente influencia de fuerzas balcánicas en el ejército (a los que se consideraba en general que les faltaban fuertes sentimientos iconoclastas) a lo largo del periodo.
El uso de imágenes probablemente había ido creciendo en los años que precedieron al estallido de la iconoclasia. Un cambio notable se produjo en 695, con Justiniano II que puso el rostro de Cristo en el reverso de sus monedas de oro. El efecto de la opinión iconoclasta se desconoce, pero ciertamente el cambio provocó que el califa Abd al-Malik rompiera permanentemente con su anterior adopción de los tipos de moneda bizantinos y comenzara una acuñación de moneda genuinamente islámica que solo llevaba palabras. Una carta del patriarca Germano escrita antes de 726 a dos obispos iconoclastas dice que «ahora ciudades enteras y multitud de personas están en considerable agitación por este tema» pero existe escasa evidencia del crecimiento del debate.

## El primer período iconoclasta: 730-787
En algún momento entre 726 y 730 el emperador bizantino León III el Isaurio ordenó que se quitara una imagen de Jesús colocada de manera destacada sobre la puerta de Calcis, la entrada ceremonial al Gran Palacio de Constantinopla, y que se reemplazara con una cruz. Algunas personas dedicadas a la tarea fueron asesinadas por una banda de iconódulos. Los escritos sugieren que al menos parte de la razón para que se quitara podría radicar en los reveses militares en la lucha contra los musulmanes y la erupción de la isla volcánica de Tera, que León posiblemente veía como evidencia de la ira de Dios que la Iglesia había atraído por su veneración de imágenes. Se dice que León describió la veneración de imágenes como «artimañas de idolatría». Aparentemente prohibió la veneración de imágenes religiosas en un edicto de 730, que no se aplicaba a otras formas de arte, como la imagen del emperador, o símbolos religiosos como la cruz. «No vio necesidad de consultar a la iglesia, y parece que se sorprendió por la intensa oposición popular que encontró».
Germano, el iconódulo patriarca de Constantinopla, o dimitió o fue depuesto después de la prohibición. Las cartas de Germano que sobreviven, escritas en la época, dicen poco de teología. Según Patricia Karlin-Hayter, lo que preocupaba a Germano era que la prohibición de los iconos probaría que la iglesia había estado en un error durante mucho tiempo y por lo tanto, sería caer en el juego de judíos y musulmanes. En Occidente, el papa Gregorio III celebró dos sínodos en Roma y condenó las acciones de León, y en respuesta León tomó algunas tierras del Papa. Durante este periodo inicial, la preocupación en ambos bandos parece que tenía poco que ver con la teología y más con evidencias y efectos prácticos. La veneración de iconos se prohibió simplemente porque León veía en ella una violación del mandato bíblico que prohibía la elaboración y veneración de las imágenes. No hubo inicialmente concilio eclesiástico, y ningún patriarca u obispo destacado pidió que se quitaran o destruyeran los iconos. En el proceso de destruir u obscurecer las imágenes, León confiscó «valiosa platería eclesiástica, telas de altar, y relicarios decorados con figuras religiosas», pero no emprendió ninguna acción severa contra el anterior patriarca u obispos iconódulos.
León murió en 741, pero su prohibición de iconos fue establecida como dogma por su hijo, Constantino V (741-775), quien convocó el Concilio de Hieria en 754 en el que unos 330-340 obispos participaron para apoyar la posición iconoclasta. Ningún patriarca o representante de los cinco patriarcas estuvieron presentes: la sede de Constantinopla estaba vacante, mientras que las de Alejandría, Antioquía y Jerusalén estaban controladas por los sarracenos. 

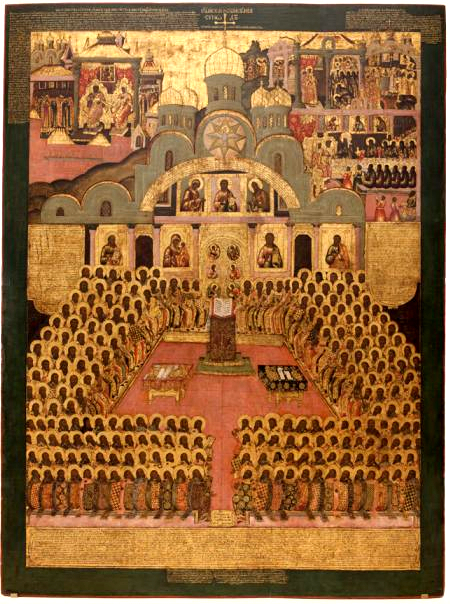
Icono del séptimo concilio ecuménico (monasterio Novodévichi, Moscú).

Sin embargo, el concilio iconoclasta de Hieria no puso fin al tema. En este periodo aparecieron complejos argumentos teológicos, tanto a favor como en contra del uso de imágenes. Los monasterios eran plazas fuertes a favor de la veneración de iconos, y entre los monjes se organizó una red subterránea de iconódulos. Juan Damasceno, un monje sirio que vivió fuera del territorio bizantino, se convirtió en el principal oponente de la iconoclasia a través de sus escritos teológicos. En una respuesta que recuerda a la posterior reforma protestante, Constantino se movió en contra de los monasterios, hizo que las reliquias se lanzaran al mar, y detuvo la invocación de los santos. Parece que los monjes se vieron forzados a desfilar en el Hipódromo, cada uno de la mano de una mujer, en violación de sus votos. En 765 san Esteban el Joven fue asesinado, aparentemente mártir de la causa iconódula. Una serie de grandes monasterios en Constantinopla fueron secularizados, y muchos monjes huyeron a regiones más allá del control imperial efectivo en los márgenes del Imperio.
El hijo de Constantino, León IV (775-80) fue menos riguroso, y durante un tiempo intentó mediar entre las facciones. Hacia el final de su vida, sin embargo, León emprendió severas medidas contra las imágenes y habría excluido a su esposa Irene, quien tenía fama de venerar imágenes en secreto. Murió antes de conseguir esto e Irene asumió el poder como regente de su hijo, Constantino VI (780-97). Con la ascensión de Irene como regente, el primer periodo iconoclasta llegó a su fin.
Irene puso en marcha un nuevo concilio ecuménico, llamado después el II Concilio de Nicea, que se reunió por vez primera en Constantinopla en 786 pero fue interrumpido por unidades militares leales al legado iconoclasta. El concilio se reunió de nuevo en Nicea en 787 y revocó los decretos del previo concilio iconoclasta celebrado en Constantinopla e Hieria, asumiendo su título de séptimo concilio ecuménico. Así que hubo dos concilios que se llamaron el «séptimo concilio ecuménico», el primero apoyando la iconoclasia, el segundo negando el primero y defendiendo la veneración de imágenes. A diferencia del concilio iconoclasta, el concilio iconódulo incluyó representantes papales, y sus decretos fueron aprobados por el Papado. La iglesia ortodoxa oriental considera que es el último concilio ecuménico genuino. La veneración de imágenes duró todo el reinado de la emperatriz Irene, de su sucesor, Nicéforo I (802-811), y los dos breves reinados posteriores al suyo.

## El segundo período iconoclasta: 814-842
El emperador León V el Armenio instituyó un segundo periodo de iconoclasia en 815, de nuevo posiblemente motivado por las derrotas militares vistas como prueba del descontento divino. Los bizantinos habían sufrido una serie de humillantes derrotas a manos del jan búlgaro, Krum, en el curso de las cuales el emperador Nicéforo I murió en batalla y el emperador Miguel I Rangabé se vio forzado a abdicar. En junio de 813, un mes antes de la coronación de León V, un grupo de soldados irrumpió en el mausoleo imperial en la iglesia de los Santos Apóstoles, abrió el sarcófago de Constantino V, y le imploró que regresara para salvar el imperio.
Poco después de su ascenso, León V comenzó a discutir la posibilidad de revivir la iconoclasia con una serie de personas, entre ellos sacerdotes, monjes, y miembros del Senado. Se dice que señaló a un grupo de consejeros que 
todos los emperadores que tomaron las imágenes y las veneraron encontraron la muerte en revuelta o en la guerra; pero los que no las veneraron murieron de muerte natural, permanecieron en el poder hasta su muerte, y luego se les enterró con todos los honores en el mausoleo imperial en la iglesia de los Santos Apóstoles.
Lo siguiente que hizo León fue nombrar una «comisión» de monjes para que «leyeran en los libros antiguos» y alcanzaran una decisión sobre la veneración de imágenes. Pronto descubrieron las actas del sínodo iconoclasta de 754. Se produjo un primer debate entre quienes apoyaban a León y los clérigos que seguían defendiendo la veneración de imágenes, guiado este último grupo por el patriarca Nicéforo, que no llegó a ninguna resolución. Sin embargo, León había quedado aparentemente convencido para entonces de que la posición correcta era la iconoclasta, e hizo que la imagen de la puerta de Calcis de nuevo fuera reemplazada con una cruz. El renacimiento de la iconoclasia se oficializó en 815 por un sínodo celebrado en Santa Sofía.
A León le sucedió Miguel II, quien en una carta de 824 al emperador carolingio Ludovico Pío lamentó la apariencia de veneración de imágenes en la iglesia y prácticas semejantes como que iconos fueran los padrinos de bautismo de niños. Confirmó los decretos del concilio iconoclasta de 754.
A Miguel le sucedió su hijo, Teófilo que murió dejando a su esposa Teodora regente por su heredero menor, Miguel III. Como Irene cincuenta años atrás, Teodora movilizó a los iconódulos y proclamó la restauración de las imágenes en 843, con la condición de que Teófilo no fuera condenado. Puesto que por entonces era el primer domingo de gran cuaresma había sido celebrada en la iglesia ortodoxa como la fiesta del «triunfo de la ortodoxia».

## Temas de la iconoclasia bizantina

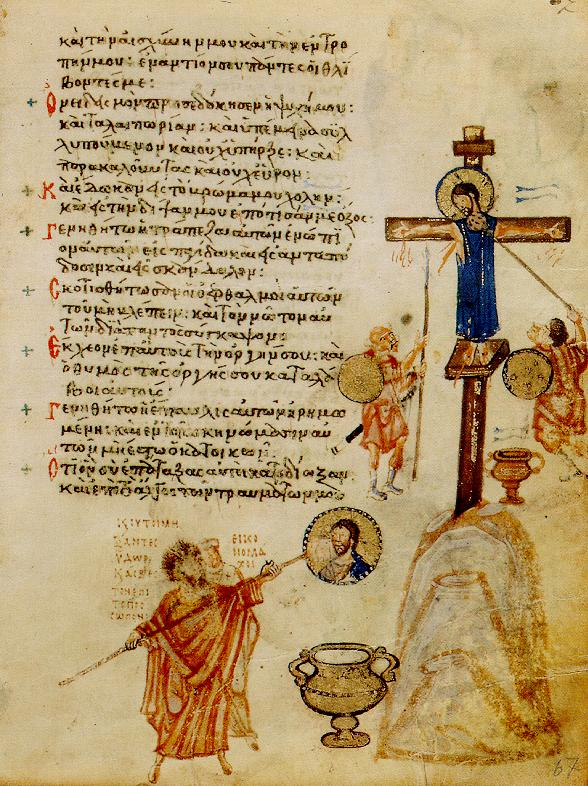
Esta página del iconódulo Salterio Chludov (uno de los tres únicos manuscritos ilustrados iconódulos que sobrevivieron al siglo IX), ilustra el versículo «Había un vaso lleno de vinagre; y, poniéndolo en un ramo de hisopo una esponja empapada en el vinagre, se la acercaron a la boca» con una imagen de un soldado ofreciendo a Cristo vinagre sobre una esponja unida a un palo. Debajo hay una imagen del último patriarca de Constantinopla iconoclasta, Juan el gramático frotando una pintura de Cristo con una esponja similar unida a un palo. Juan está caricaturizado, aquí como en otras páginas, con un cabello desordenado que se dispara en todas direcciones, algo considerado ridículo por los elegantes bizantinos.

Lo que queda de los argumentos iconoclastas se encuentra en gran medida en escritos iconódulos. Para entender los argumentos iconoclastas, uno debe tener en cuenta los puntos principales:
1. La iconoclasia condenaba la realización de cualquier imagen sin vida (esto es, pintura o escultura) que pretenda representar a Jesús o a uno de los santos. El Epítome de la Definición del conciábulo iconoclasta celebrado en 754 declaró: «Con apoyo en las Sagradas Escrituras y los Padres, declaramos unánimemente, en el nombre de la Santísima Trinidad, que se rechazarán y se quitarán y maldecirán de las iglesias cristianas cada imagen que se haya hecho de cualquier material y color cualquiera que sea el malvado arte de los pintores... Si cualquiera se atreve a representar la imagen divina (χαρακτήρ, charaktēr) del mundo después de la Encarnación con colores materiales, ¡será anatema!... Si cualquiera pretende representar las formas de los Santos en pinturas sin vida con colores materiales que no son valiosas (pues esta idea es vana y la ha creado el demonio), y no representa más bien sus virtudes como imágenes vivas en sí mismas, ¡será anatema!"»
2. Para los iconoclastas, la única imagen religiosa real debe tener una semejanza exacta con el prototipo —de la misma sustancia— lo que consideran imposible, faltándole espíritu y vida a la madera y la pintura. Por tanto, para los iconoclastas el único «icono» verdadero (y permitido) de Jesús es la Eucaristía, que se cree que es su verdadero cuerpo y sangre.
3. Cualquier imagen verdadera de Jesús debía ser capaz de representar tanto su naturaleza divina (que es imposible porque no puede ser visto ni abarcado) y su naturaleza humana (que es posible). Pero al hacer un icono de Jesús, uno está separando sus naturalezas divina y humana, puesto que solo lo humano puede representarse (separar las naturalezas era considerado nestorianismo), o de otro modo confundiendo las naturalezas divina y humana, considerándolas a ambas una sola (unión de las naturalezas humana y divina, lo que se consideraba monofisismo).
4. El uso de imágenes con finalidad religiosa se veía como una innovación en la Iglesia, un error satánico que confundía a los cristianos para volver a prácticas paganas. «Satán confundió a los hombres, de manera que veneraron a la criatura en lugar de al Creador. La Ley de Moisés y los Profetas cooperaron para eliminar esta ruina... Pero el anteriormente mencionado demiurgo del mal... gradualmente trajo de nuevo la idolatría bajo la apariencia de Cristianismo».[16] También se vio como un apartamiento de la tradición eclesiástica antigua, de la que hay documentación escrita opuesta a las imágenes religiosas.

Los principales oponentes teológicos de la iconoclasia fueron los monjes Mansur (Juan Damasceno), quien, viviendo en territorio musulmán como consejero del califa de Damasco, estaba suficientemente lejos del emperador bizantino como para evitar la sanción, y Teodoro Estudita, abad del monasterio de Studion en Constantinopla.
Juan declaró que él no veneraba a la materia, «sino al creador de la materia». Sin embargo, también declaró, «pero yo también veneré la materia a través de la cual vino a mí la salvación, como lleno con divina energía y gracia». Incluye en esta última categoría la tinta con la que se escribieron los evangelios así como la pintura de imágenes, la madera de la Cruz y el cuerpo y la sangre de Jesús.
La respuesta iconódula a la iconoclasia incluía:
1. Afirmación que el mandamiento bíblico que prohibía las imágenes de Dios había sido superado por la encarnación de Jesús, quien, siendo la segunda persona de la Trinidad, es Dios encarnado en materia visible. Por lo tanto, no estaban representando al Dios invisible, sino a Dios tal como apareció en carne. Fueron capaces de aducir el tema de la encarnación en su favor, mientras que los iconoclastas habían usado el tema de la encarnación contra ellos.
2. Más aún, desde su punto de vista los ídolos representaban personas sin sustancia o realidad, mientras que los iconos representaban a personas reales. Esencialmente el argumento era «todas las imágenes religiosas que no son de nuestra fe son ídolos; todas las imágenes de nuestra fe son iconos que hay que venerar». Esto era considerado comparable a la práctica del Antiguo Testamento de ofrecer sacrificios de fuego solo a Dios, y no a ningún otro dios.
3. En relación con la tradición escrita que se oponía a la realización y veneración de imágenes, afirmaban que los iconos eran parte de la tradición oral no documentada (parádosis, sancionada en la Ortodoxia como autoridad en doctrina por referencia a la Segunda epístola a los tesalonicenses 2:15, Basilio el Grande, etc.).
4. Los argumentos fueron tomados del milagroso Acheiropoieta, el supuesto icono de la Virgen pintado con su aprobación por san Lucas, y otras ocurrencias milagrosas alrededor de iconos, que demostraban la aprobación divina de las prácticas iconódulas.
5. Los iconódulos argumentaban además que decisiones semejantes a si los iconos deben ser venerados o no deben tomarse por la iglesia correctamente reunida en concilio, no de imposición a la iglesia por parte de un emperador. De esta manera el argumento también implicó el tema de la relación adecuada entre la iglesia y el estado. En relación con esto estaba la observación de que era tonto denegar a Dios el mismo honor que libremente se daba al emperador humano.

Los emperadores siempre habían intervenido en asuntos eclesiásticos desde los tiempos de Constantino. Como escribe Cyril Mango, 
«El legado de Nicea, el primer concilio universal de la iglesia, iba a unir al emperador a algo que no era asunto suyo, esto es, la definición e imposición de la ortodoxia, por la fuerza si era necesario» 
 Esa práctica continuó desde el principio hasta el fin de la controversia iconoclasta y más allá, con algunos emperadores reforzando la iconoclasia, y dos emperatrices regentes forzando el restablecimiento de la veneración de imágenes. Una distinción entre los emperadores iconoclastas y Constantino I fue que este último no dictó la conclusión del I Concilio de Nicea antes de convocarlo, mientras que León III empezó forzando una política de iconoclasia más de veinte años antes de que el concilio de Hieria lo aprobara.

## Iconoclasias protestante y burguesa. Las desamortizaciones eclesiásticas

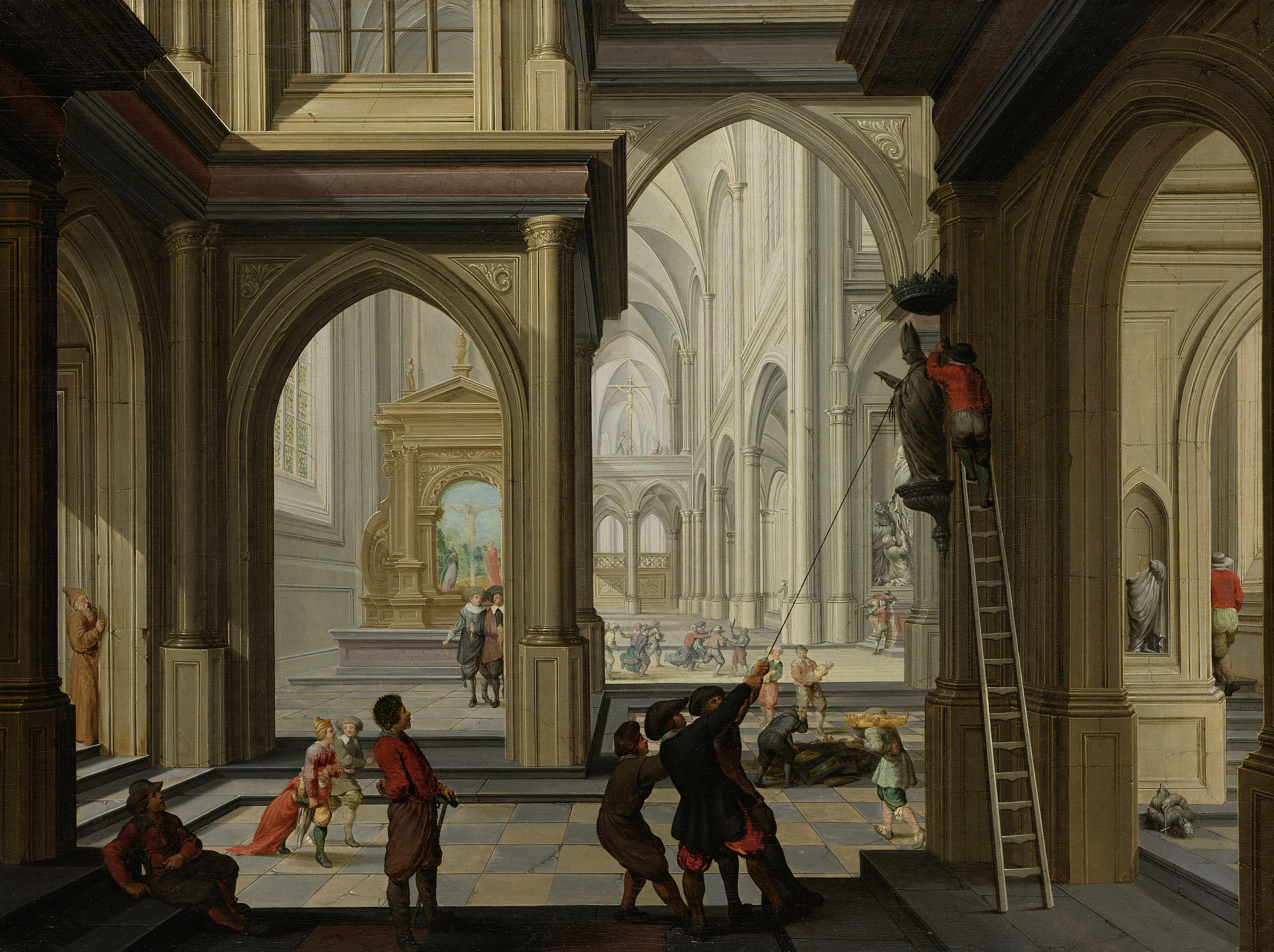
Iconoclastas en una iglesia. Pintura al óleo de Dirck van Delen, 1630. Riksmuseum Ámsterdam.

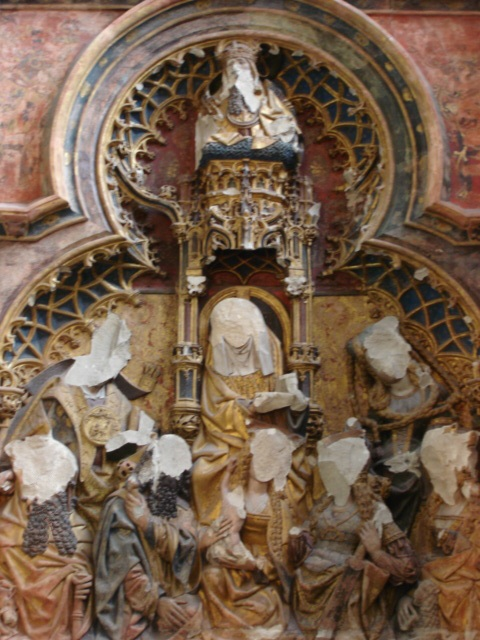
Retablo escultórico de la Catedral de San Martín en Utrecht, Países Bajos, atacado durante la Beeldenstorm.

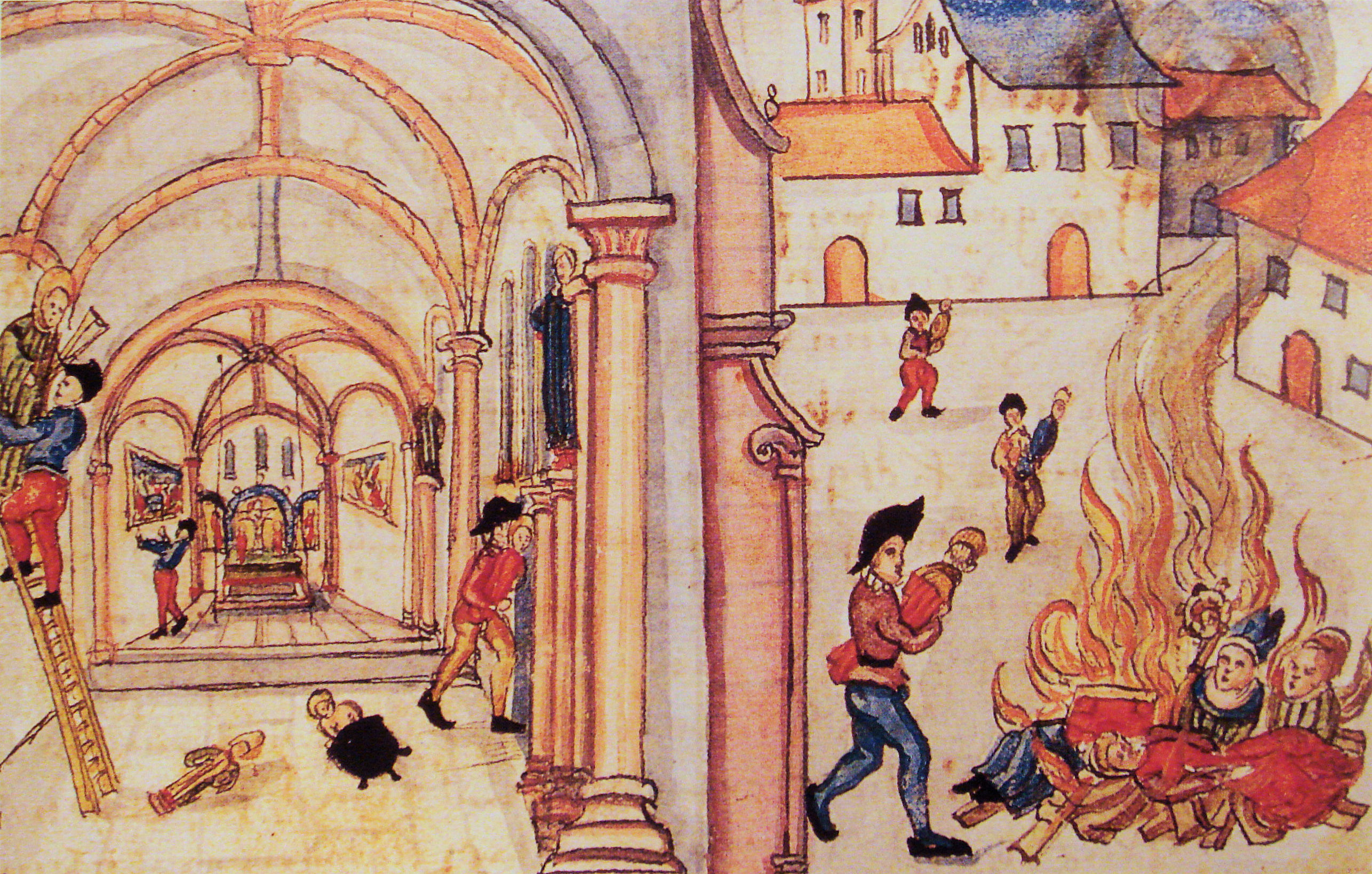
Iconoclasia en Zúrich, Suiza, en 1524.

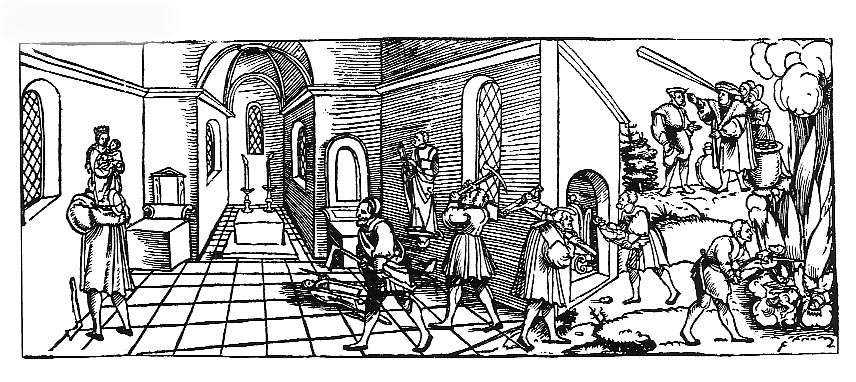
Grabado de Erhard Schön que muestra un episodio de iconoclasia en Alemania, c. 1530.

El protestantismo destruyó en Alemania, en el norte de Europa y en Suiza numerosas manifestaciones de arte sacro durante la Reforma. Un ejemplo de ello fue la Beeldenstorm —"Tormenta de las imágenes" o "Asalto a las imágenes"—, llevada a cabo en los Países Bajos, en 1566, durante la cual protestantes calvinistas provocaron una iconoclasia, y opuestos a las imágenes católicas, destruyeron cientos de estatuas de iglesias y monasterios. Esta iconoclasia fue una de las causas del inicio de la Guerra de los Ochenta Años.  
Las desamortizaciones de propiedades y bienes eclesiásticos llevadas a cabo por la burguesía principalmente en sus revoluciones y en el siglo más importante de su expansión, el XIX, llevaron a cabo una importante destrucción del patrimonio artístico y cultural, no existiendo aún leyes adecuadas para su protección. Muchos monasterios y conventos, y con ellos sus iglesias, retablos, pinturas, esculturas y libros fueron divididos, vendidos o destruidos. En especial resultó perjudicado el patrimonio arquitectónico, ya que numerosos edificios religiosos fueron destruidos para construir edificios civiles.